# Jozef Michalko
Jozef Michalko (* 8. května 1961 Poprad) je bývalý československý basketbalista, účastník dvou Mistrovství Evropy 1987 a 1991.
V československé basketbalové lize hrál 12 sezón v letech 1979-1991 za družstva Inter Bratislava, Dukla Olomouc a VŠDS Žilina. S Interem Bratislava byl mistrem Československa (1980) a vicemistrem (1981), dále má třetí místo s Duklou Olomouc (1986). V historické střelecké tabulce basketbalové ligy Československa (od sezóny 1962/63 do 1992/93) je na 25. místě s počtem 5063 bodů. Ve Slovenské extralize za VŠDS Žlina hrál 3 sezóny (1993-1996), byl asistentem trenéra (1994-1997) a trenérem ligového týmu (1997-2000).
Zúčastnil se 3 ročníků evropských klubových pohárů v basketbale. S týmem Inter Bratislava 2 ročníků Poháru evropských mistrů (1980, 1981) s účastí ve čtvrtfinálové skupině. S týmem VŠDS Žilina jedenkrát FIBA Poháru Korač (1995, 1. kolo).  
Jako hráč Československa byl účastníkem 3 evropských basketbalových soutěží. Za reprezentační družstvo mužů Československa v letech 1984-1991 odehrál 170 zápasů, z toho na dvou Mistrovství Evropy – 1987 v Athénách (8. místo) a 1991 v Říme (6. místo), kde byl kapitánem národního družstva. Celkem hrál 7 zápasů, v nichž zaznamenal 24 bodů. Dále hrál na Mistrovství Evropy v basketbale juniorů 1980 (8. místo)
V roce 1990 byl oceněn jako nejlepší basketbalista Slovenska a v letech 1988 a 1990 byl zařazen do nejlepší pětky československé basketbalové ligy.
V letech 1999-2001 byl trenérem reprezentačního družstva mužů Slovenska. Od roku 2004 je ředitelem a předsedou představenstva fotbalového ligového klubu MŠK Žilina.

## Sportovní kariéra

### Hráč klubů
- 1979-1981 Inter Bratislava – mistr Československa (1980), vicemistr (1981)
- 1981-1985 VŠDS Žilina – 2x 5. místo (1983, 1984), 2x 6. místo (1982, 1985)
- 1985-1986 Dukla Olomouc – 3. místo (1986)
- 1986-1991 VŠDS Žilina – 5. místo (1991), 6. místo (1988), 7. místo (1990), 8. místo (1989), 9. místo (1987)
- V československé basketbalové lize celkem 12 sezón (1979-1991), 5063 bodů (25. místo) a 3 medailová umístění
  - mistr Československa (1980), vicemistr: (1981), 3. místo: (1986)
- 1991-1993 …Maďarsko
- 1993-1996 VŠDS Žilina – 4. místo (1994), 2x 10. místo (1995, 1996)

Evropské poháry klubů
- Pohár evropských mistrů – * Inter Bratislava – 1979-80 a 1980-1981 (čtvrtfinálová skupina)
- FIBA Pohár Korač – VŠDS Žilina – 1994-1995 (1. kolo)

### Československo
- Za reprezentační družstvo Československa mužů v letech 1984-1991 hrál celkem 170 zápasů, z toho na evropských soutěžích 7 zápasů, v nichž zaznamenal 26 bodů
- Mistrovství Evropy v basketbale mužů -1987 Athény (5 bodů /2 zápasy) 8. místo, 1991 Řím (19 /5) 6. místo, kapitán družstva
- Mistrovství Evropy v basketbale juniorů 1980 (55 /7) 8. místo

### Trenér a funkcionář
- VŠDS Žilina, Slovenská extraliga
  - 1994-1997 asistent trenéra – 9. místo (1997), 2x 10. místo (1995, 1996)
  - 1997-2000 trenér – 4. místo (1999), 5. místo (1998, 2000)
- 1999-2001 národní tým mužů Slovenska
- 2003 – člen dozorčí rady slovenského Sdružení mužských basketbalových klubů
- Váhostav Žilina, generální manažer
- 2004 – ředitel a předseda představenstva fotbalového klubu MŠK Žilina